# Onosma arenarium
Onosma arenarium är en strävbladig växtart. Onosma arenarium ingår i släktet Onosma och familjen strävbladiga växter.

## Underarter
Arten delas in i följande underarter:
- O. a. arenarium
- O. a. penninum
- O. a. tuberculatum
- O. a. vaudense